# Cathédrale du Christ-Roi de Bubanza
La cathédrale du Christ-Roi de Bubanza est une cathédrale catholique, et le siège du diocèse de Bubanza. Elle est située à Bubanza, capitale éponyme de la province de Bubanza, au Burundi.